# Station d'épuration de Podolí
La station d'épuration de Podolí (en tchèque Podolská vodárna) se trouve sur la rive droite de la Vltava entre Vyšehrad et la piscine de Podolí. C'est un monument historique de premier plan qui lie beauté architecturale et technique d’épuration des eaux.

## Histoire
À la fin du dix-neuvième siècle, Prague connait un boom immobilier qui nécessite la construction, en 1882 d'une station d'épuration des eaux appelée Vinohradská vodárna car destinée à desservir Vinohrady. Par la suite, on lui assigna le traitement des eaux des quartiers de Žižkov, Nusle, Vršovice et Strašnice. Entre 1908 et 1913, la reconstruction des canalisations de Prague et l'installation d'une nouvelle usine de traitement des eaux depuis la Jizera a conduit à la fermeture de tous les autres sites, dont celui de Podolí.

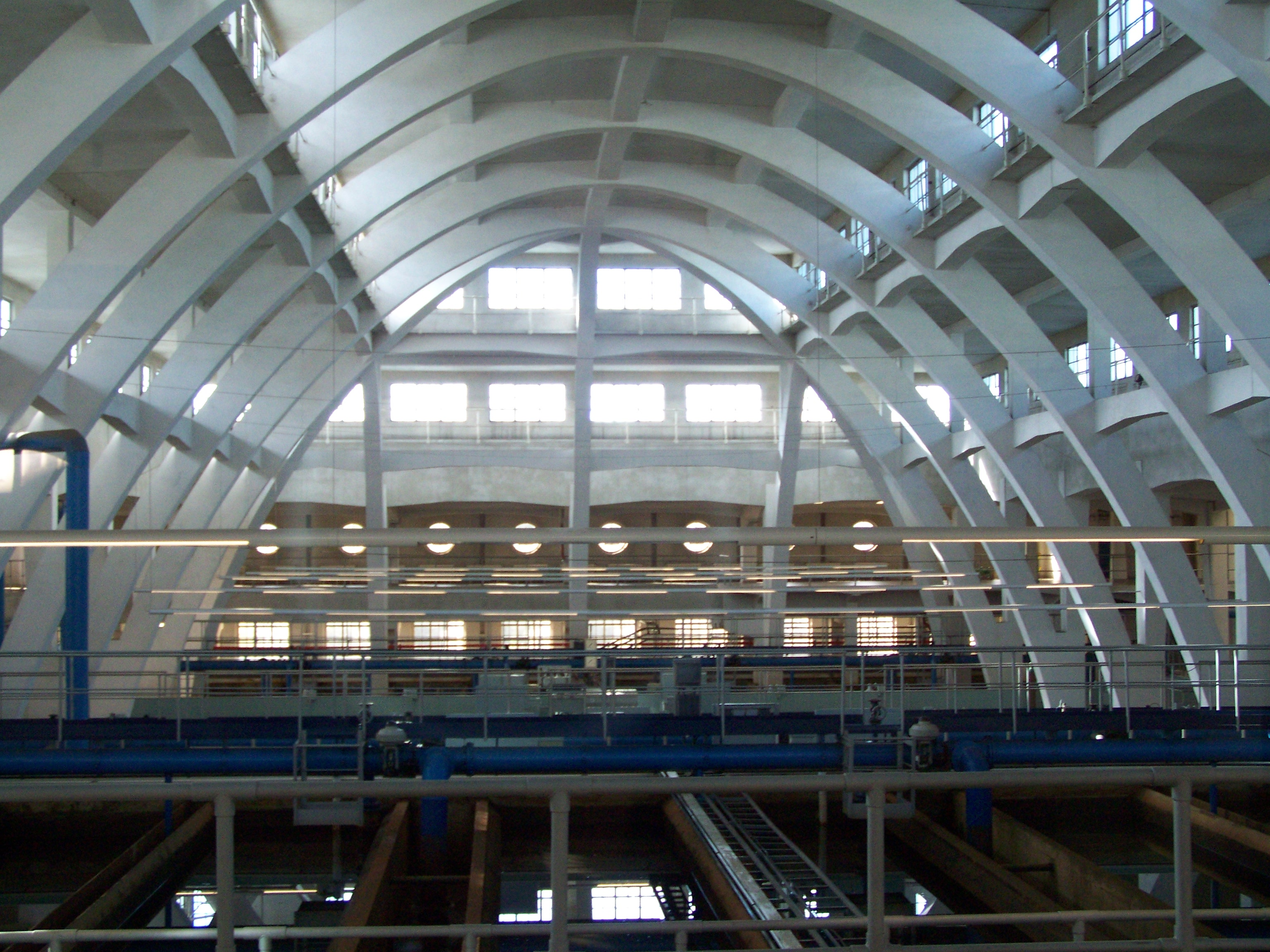
intérieur

La croissance continue de la ville a rendu caduque la capacité de l'usine centrale de Jizera et, dans la seconde moitié des années 20, un nouveau projet de station de pompage et d'épuration, auquel se joint un bâtiment administratif, voit le jour sur le site de l'ancienne usine. Le projet est mené à bien par Antonín Engel. La capacité de la nouvelle station est alors de 35 à 40 000 m3 d'eau par jour. L'eau de la Vltava est pompée, filtrée, désinfectée et conduite jusqu'au château d'eau de Vinohrady. Dans les années 40, un procédé de filtrage express est installé. Entre 1956 et 1965, l'usine est agrandie suivant les plans initiaux d'Antonín Engel. De nos jours, elle dessert principalement Staré Město et Josefov et sert de centrale d'appoint lors des travaux de maintenance sur une autre station d'épuration de la ville.
La façade principale est réalisée suivant un néoclassicisme modernisant et ornée de statues symbolisant les rivières de la République tchèque, la Vydra, la Blanice, la Želivka et la Berounka par Josef Fojtík, la Vltava et l'Otava par Joza Novák, la Blanice, la Sázava, la Lužnice, la Nežárka et la Malše par Zdeněk Vodička.
Le bâtiment abrite, depuis 1997, le musée des eaux de Prague (Muzeum pražského vodárenství).